# Світ (видання)
«Світ» («Сьвіт») — ілюстрований літературно-політичний науковий місячник, виходив у Львові 1881-82 (21 чч.). Видавець і редактор — Іван Белей, фактичний редактор — Іван Франко. «Світ» пропагував соц. ідеї, ставився критично до тодішньої народовецької політики і поборював москвофільство.
У журналі співпрацювали також: Михайло Драгоманов, О. Терлецький, Олександр Кониський, Ф. Вовк, Микола Лисенко, Іван Нечуй-Левицький та ін. У «Світі» був друкований початок повісти І. Франка «Борислав сміється», дебютував Борис Грінченко.
«Світ» («Сьвіт») — літературно-науковий двотижневик, виходив у Львові 1906–1907, спочатку орган галицьких модерністів з «Молодої Музи», з 1907 «ілюстрований часопис для руських родин», близький до поміркованих кіл з радикальної партії. Видавці і редактори — В. Бирчак, В. Будзиновський, М. Яцків. До редакційного комітету входили ще П. Карманський і Остап Луцький.
В «Світі» співпрацювали: Осип Маковей, Ольга Кобилянська, Василь Щурат; з Центрально-східних земель: Михайло Старицький, Людмила Старицька-Черняхівська, Іван Карпенко-Карий, Олена Пчілка, П. Капельгородський та ін.
«Світ» — ілюстрований двотижневик, з 1927 місячник, орган правого крила УСДП, виходив у Львові 1925-29 у видавництві «Друкар», фірмував С. Микитка. Головний редактор — І. Квасниця.
«Світ» — щотижнева газета, заснована у Києві у квітні 1997
«Свѣтъ» — двотижнева русофільська газета для православних русинів у США, Канаді й Бразилії (1897 — 99), згодом — орган «русских» Православних Братств в Америці (1900) і православних товариств взаємодопомоги в США (1901 — 1910). Виходив з квітня 1897 до 1914 — в Олд-Форджі, Бріджпорті, Філадельфії та інших містах, з 1901 — у Нью-Йорку. Видавець і редактор — отець Г. Грушка, з 1901 — В. Туркевич.
«Свѣтъ» — суспільний і літературний тижневик, видання Общества Святого Василія Великого в Ужгороді (1867-71; 1871-72 під назвою «Новый Свѣтъ»), русофільського напряму, друкувався «язичієм». Редактори — Юрій Ігнатко, о. Кирило Сабов, Віктор Кимак та о. Віктор Ґебей. Із Світом співпрацював отець Раковський Іван.